# Hendrik Verschuring
Hendrik Verschuring, född 1627 i Gorkum, död 1690 i Dordrecht, var en nederländsk konstnär.
Verschuring var elev till Jan Both i Utrecht, och verkade därefter 8 år i Italien. Han motivkrets omfattade landskap och utomhusscener med rikt figurstaffage. Verschuring arbetade i sina teckningar i flödande lavyrtoner.